# سمية (اسم)

اسم سمية مكتوب بخط عربي عادي (خط النسخ).

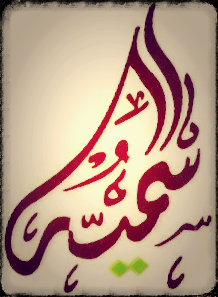
اسم سمية مكتوب بخط عربي، (ديواني جلي).

سُمَيَّة بفتح الميم والياء وتشديد الياء، اسم علم مؤنث أصله من اللغة العربية.

## المعنى
سميّة هو اسم مصغر من سِمَة وهي العلامة المميزة. وهو من الفعل وسم يسم وسما، والوسم هو الميز والعلم. ويقصد بسمية هي الفتاة المميزة بأخلاقها. ومن الشخصيات التي تسمت بسمية في التراث الإبراهيمي الإسلامي، نجد سمية بنت خياط كأول شهيدة في الإسلام، عندما طعنها أبوجهل بحربة بسبب جهرها بمعتقدها الإسلام بمكة.

## شخصيات تحمل الاسم
- سمية بنت خباط.
- سمية بنت الحسن.
- سمية أردوغان.
- سمية الخشاب.
- سمية الألفي.
- سمية رضا.
- سمية عمار خوجة.
- سمية رمضان.